# Алгоритъм за оптимизация по метода на мравките
Алгоритъмът за оптимизация по метода на мравките (ant colony optimization, ACO) е вероятностен подход за решаване на изчислителни задачи, който може да бъде сведен до откриване на добри пътища през граф.
Основният такъв алгоритъм и неговите различни модификации образуват подмножество на класа алгоритми за метаевристична оптимизация.
За първи път предложен от проф. Марко Дориго в докторската му дисертация от 1992 година , оригиналният алгоритъм за оптимизация по метода на мравките е имал за цел да търси оптимален път в граф на базата на поведението на мравките, търсещи път между своята колония и даден източник на храна. Оттогава до днес оригиналната идея на Дориго е многократно разширявана и модифицирана, за да решава по-широк клас от изчислителни задачи, и в резултат са се появили няколко нови проблема и подхода, базирани на различни други аспекти от поведението на мравките.

## Разясняване на понятието
В реалността, истинските мравки (първоначално) се движат по случаен начин и при откриване на източник на храна се завръщат към гнездото на колонията си, като по целия обратен път полагат следи от вещество, наречено феромон, което служи за комуникация с останалите мравки. Ако други мравки се натъкнат на маршрута на първата мравка, те с голяма степен на вероятност престават да се движат по случаен начин, а поемат по оставената следа от феромон до източника на храна и в случай, че също открият храна, при връщането си полагат собствена следа от феромон върху вече съществуващата. По този начин количеството феромон се увеличава и маршрута до източника на храна става още по-привлекателен за следващите мравки.
Феромонът обаче има свойството да се изпарява с времето, което снижава способността му да привлича други мравки. Колкото повече време отнема на една мравка да премине разстоянието до източника на храната и обратно, толкова повече феромонът се изпарява. За сравнение, един по-кратък път между същите две крайни точки, бива извървян за по-кратко време и интензитетът на феромона остава по-висок. В контекста на алгоритъма на мравките, изветряването на феромона представлява предимство, тъй като се избягва сходимостта на алгоритъма към решение, представляващо локален оптимум. Ако не съществуваше ефектът с изпарението, то пътищата избрани от първите „мравки“ биха имали тенденцията да са прекомерно привлекателни за всички следващи, което на свой ред би ограничило значително изследваната от „мравките“ област на решенията.
По този начин, когато една мравка открие добър (т.е. кратък) път от мравуняка си до някакъв източник на храна, с голяма вероятност и други мравки ще последват пътя ѝ и постепенно положителната обратна връзка ще доведе до това всички мравки да следват един и същ път. Идеята на алгоритъма за оптимизация по метода на мравчената колония е да се имитира това поведение с „изкуствени (симулирани) мравки“, които се движат по дъгите на граф, представляващ областта на възможните решения, като откритият от мравките път представлява оптималното от тези решения.

### Представяне на алгоритъма
Оригиналната идея за алгоритъма произлиза от наблюденията как мравки усвояват източници на храна и по-специално от наблюдението, че индивидуално ограничените откъм когнитивни възможности мравки, взети заедно, откриват най-кратък път между източника на храната и своя мравуняк.
1. Първата мравка открива източника на храна (F) по някакъв (без значение какъв) начин (a), завръща се в гнездото си (N), оставяйки след себе си следа от феромон (b).
2. Мравките безразборно следват четири възможни пътя, но затвърждаването на някой от тях посредством полагането на повече феромон го прави по-привлекателен като най-краткия маршрут.
3. Мравките поемат по най-краткия маршрут, като така дълги отрязъци от други маршрути губят привлекателността си, поради постепенното изпаряване на феромона от тях.

В серия от експерименти с мравчени колонии, с възможен избор между различни по дължина пътя водещи до един и същ източник на храна, биолози са наблюдавали, че мравките проявяват склонност да откриват най-късия път. 
Моделът, обясняващ това поведение, е следният:
1. Една мравка (наречена „блиц“) се движи повече или по-малко на случаен принцип в близост до колонията си;
2. Ако тя се натъкне на източник на храна, тя се връща относително директно в мравуняка, като по обратния път оставя след себе си следа от феромон;
3. Следите от феромон са привлекателни за другите мравки и тези, които се намират в съседство, са предразположени да поемат по оставената следа, следвайки я сравнително плътно;
4. При завръщането си в мравуняка, тези мравки усилват следата от феромон по маршрута;
5. Ако до един и същ източник на храня водят два пътя, за едно и също количество време повече на брой мравки ще изминат по-краткия, отколкото по-дългия път;
6. Тъй като повече мравки ще избират по-късия път, той ще бъде подсилван с феромон от все повече мравки;
7. По-дългият път в крайна сметка ще се загуби, тъй като феромонът е летливо вещество и се изпарява с времето;
8. Накрая всички мравки решително ще избират пътя с високо насищане на феромон, следователно открит ще бъде най-късият път между източника на храната и мравчената колония.

Мравките използват околната среда като средство за комуникация. Те обменят информация индиректно, чрез полагане на феромон по пътя си. Това средство за общуване има локален обхват, тъй като само мравка, която се намира на място, на което е положен феромон, получава информация от предходната мравка. Такава система се нарича „стигмергия“ и може да бъде открита в много животински съобщества (изучавана е при строежа на термитни стълбове).
Така този механизъм за решаване на дадена задача, която се оказва твърде сложна, за да е по силите на единични агенти („мравки“), е добър пример за самоорганизираща се система. Тази система се основава на положителна обратна връзка (полагането на феромон привлича други мравки, които следвайки следата сами я подсилват) и на отрицателна обратна връзка (излиняването на пътя поради изпарението на феромона, което предотвратява системата да се препълни с информация и да се срине). На теория, ако количеството феромон остава по всички пътища непроменено във времето, то никой маршрут няма да се изяви като по-привлекателен пред останалите. На практика, поради съществуващите обратните връзки в системата, дори и слабите вариации в привлекателността на дадени пътища позволяват даден маршрут да бъде предпочетен, което с нарастващия брой на мравките, които го избират, води и до изявяването му като оптимален. Алгоритъмът еволюира от състояние на неустойчивост (когато никой път в графа не е по-привлекателен от останалите) към състояние на устойчивост (при което маршрутът се състои от най-привлекателните, т.е. най-често прохождани дъги в графа).

## Разширения на понятието
Следват някои от най-популярните вариации на алгоритмите за оптимизация по метода на мравките.

### Оптимизация чрез елитни мравки
Това е първата по време модификация на алгоритъма. При нея мравките, които към всяка отделна итерация дават най-добро решение, се обявяват за елитни мравки и те получават право да полагат специален феромон по маршрута си.

### Минимаксна мравчена оптимизация
Моделът се променя, като се добавят максимални и минимални количества феромон [τmax,τmin]
Феромон се полага само по маршрута, отговарящ на глобално най-доброто решение или най-доброто решение за конкретната итерация.
Всички дъги се инициализират с τmax и повторно получават стойността τmax при наближаване на ситуация на стагнация. 

### Мравчена система, базирана на рангове
Всички решения се ранжират по отношение на фитнес функцията им. После количеството отложен феромон се претегля за всяко решение, по такъв начин, че решенията с по-добри показатели на фитнес функцията да получат повече феромон от тези с по-слаби показатели.

### Непрекъсната ортогонална мравчена система
Механизмът за полагане на феромон при непрекъснатата ортогонална мравчена система е такъв, че позволява на мравките да търсят решения по един колаборативен и ефективен начин. Използвайки ортогоналния метод за дизайн (orthogonal design method), мравките могат да изследват избраните от тях региони от допустимата област бързо и ефикасно с подобрени възможности за глобално търсене и с по-висока точност.
Ортогоналният метод за дизайн и адаптивния метод на радиусите за приспособяване (adaptive radius adjustment method) също могат да бъдат разширени към други оптимизационни алгоритми, предоставяйки по-добри възможности за решаване на задачи от практиката.

## Сходимост
При някои версии на алгоритъма е възможно да се докаже сходимост (т.е. че е възможно да се открие глобален оптимум за крайно време). Първото доказателство за сходимост на алгоритъма за оптимизация по метода на мравките е дадено през 2000 година за граф-базирания алгоритъм на мравките, а впоследствие и за алгоритмите за системи от мравчени колонии и минимаксния алгоритъм за оптимизация. Както при повечето метаевристични методи, и тук е много трудно да се направи теоретична оценка на скоростта на сходимост.
През 2004, Злохин (Zlochin) и негови колеги  показват, че алгоритмите за мравчена оптимизация могат да се представят като вариации на стохастичното спускане по градиент (stochastic gradient descent), крос-ентропията (cross-entropy) и алгоритъма за оценка на разпределяне (estimation of distribution algorithm).

## Приложения
Алгоритмите за оптимизация по метода на мравките са прилагани към множество задачи за комбинаторна оптимизация, вариращи от quadratic assignment to fold protein или routing vehicles. Много производни на тях методи са адаптирани към динамични задачи с реални променливи, стохастични задачи, многоцелеви и паралелни приложения.
Оптимизация по метода на мравките е използвана за достигане на почти оптимални решения на задачата за търговския пътник. Тези алгоритми имат предимство пред използването на симулирано закаляване и генетични алгоритми за сходни задачи, в случаите, когато графът може да се променя динамично: алгоритъмът на мравките може да се адаптира към промените в реално време. Това представлява интерес при задачи за маршрутизация в мрежа и при градски транспортни системи.
Много добър пример за приложението на алгоритъма на мравките е свързан с почти оптималните решения на задачата за търговския пътник. Първият алгоритъм от този клас, наречен Ant system („Система от мравки“)  е прилаган за решаване на тази задача, при която целта е да се намери най-краткия маршрут за обхождане на множество от градове.
Общият алгоритъм е относително прост и базиран на множество изкуствени мравки, всяка от които извършваща един от всички възможни обходи на градовете. На всяка итерация, мравката избира да се придвижи от един град до друг в зависимост от следните правила:
1. Тя трябва да посети всеки град точно по веднъж;
2. По-отдалечените градове имат по-малък шанс да бъдат избрани (проблема с видимостта);
3. Колкото по-интензивна е следата от феромон, положена върху пътя, свързваща два града, толкова по-голяма е вероятността този път да бъде избран;
4. След приключване на обхода, мравката полага повече феромон по пътищата, по които е минала, ако целият маршрут е счетен за къс;
5. След всяка итерация следите от феромон се изпаряват.

### Примерен псевдокод и формули
```
 procedure ACO_MetaHeuristic
   while(not_termination)
      generateSolutions()
      daemonActions()
      pheromoneUpdate()
   end while
 end procedure
```

Избор на дъга
Мравка се придвижва от връх {\displaystyle i} до връх {\displaystyle j} на графа с вероятност
{\displaystyle p_{i,j}={\frac {(\tau _{i,j}^{\alpha })(\eta _{i,j}^{\beta })}{\sum (\tau _{i,j}^{\alpha })(\eta _{i,j}^{\beta })}}}
където
- {\displaystyle \tau _{i,j}} е количеството феромон върху дъгата {\displaystyle i,j}
- {\displaystyle \alpha } е параметър за контрол на влиянието на {\displaystyle \tau _{i,j}}
- {\displaystyle \eta _{i,j}} е привлекателността на дъгата {\displaystyle i,j} (априори, обичайно {\displaystyle 1/d_{i,j}}, където {\displaystyle d} е разстоянието)
- {\displaystyle \beta } е параметър за контрол на влиянието на {\displaystyle \eta _{i,j}}

Обновяване на феромона
{\displaystyle \tau _{i,j}=(1-\rho )\tau _{i,j}+\Delta \tau _{i,j}}
където
- {\displaystyle \tau _{i,j}} е количеството феромон върху дадена дъга {\displaystyle i,j}
- {\displaystyle \rho } е скоростта на изпарение на феромона
- {\displaystyle \Delta \tau _{i,j}} е количеството на отложения феромон, обичайно представен чрез

| {\displaystyle \Delta \tau _{i,j}^{k}={\begin{cases}1/L_{k}&\\0&\end{cases}}} | ако мравката {\displaystyle k} премине дъгата {\displaystyle i,j} |
| {\displaystyle \Delta \tau _{i,j}^{k}={\begin{cases}1/L_{k}&\\0&\end{cases}}} | в противен случай                                                 |

където {\displaystyle L_{k}} е цената на {\displaystyle k}-тия обход на мравката (обичайно – дължината).

#### Задачи за разпределение
- Задача за разпределение на работни задания (Job-shop scheduling problem, JSP)[9]
- Отворена задача за разпределение (Open-shop scheduling problem, OSP)[10][11]
- Permutation flow shop problem (PFSP)[12]
- Single machine total tardiness problem (SMTTP)[13]
- Single machine total weighted tardiness problem (SMTWTP)[14][15][16]
- Resource-constrained project scheduling problem (RCPSP)[17]
- Group-shop scheduling problem (GSP)[18]
- Single-machine total tardiness problem with sequence dependent setup times (SMTTPDST)[19]

#### Задачи за маршрутизация
- Capacitated vehicle routing problem (CVRP)[20][21][22]
- Multi-depot vehicle routing problem (MDVRP)[23]
- Period vehicle routing problem (PVRP)[24]
- Split delivery vehicle routing problem (SDVRP)[25]
- Стохастична задача за маршрутизация (Stochastic vehicle routing problem, SVRP)[26]
- Vehicle routing problem with pick-up and delivery (VRPPD)[27][28]
- Vehicle routing problem with time windows (VRPTW)[29][30][31]

#### Задачи за назначаване
- Quadratic assignment problem (QAP)[32]
- Generalized assignment problem (GAP)[33][34]
- Frequency assignment problem (FAP)[35]
- Redundancy allocation problem (RAP)[36]

#### Задачи върху подмножества
- Задача за покриване на множества (Set covering problem, SCP)[37][38]
- Задача за разделяне на множества (Set partition problem, SPP)[39]
- Задача за разделяне на дървовиден граф с ограничения (Weight constrained graph tree partition problem, WCGTPP)[40]
- Arc-weighted l-cardinality tree problem (AWlCTP)[41]
- Многомерна задача за раницата (Multiple knapsack problem, MKP)[42]
- Задача за максимален брой независими множества (Maximum independent set problem, MIS)[43]

#### Други задачи
- Класификационна задача (Classification problem)[44]
- Ориентирана към връзките маршрутизация в мрежа (Connection-oriented network routing)[45]
- Connectionless network routing[46][47]
- Извличане на знания от данни (Data mining)[48][49]
- Discounted cash flows in project scheduling[50]
- Разпределение на работни пакети в грид (Grid Workflow Scheduling Problem)[51]
- Обработка на изображения (Image processing)[52][53]
- Интелигентни тестови системи (Intelligent testing systems)[54]
- Идентификация на система (System identification)[55][56]
- Нагъване на белтъци (Protein Folding)[57][58]
- Power Electronic Circuit Design[59]

## Свързани подходи
- Генетичните алгоритми поддържат цял генетичен фонд от решения, вместо едно-единствено. Процесът по намиране на по-добри решения наподобява механизма на еволюцията, като решенията биват комбинирани и мутирани с цел да се внесат изменения в генетичния фонд и по-слабите от тях биват изхвърляни от него.
- Симулирано закаляване (Simulated annealing) е свързана техника за глобална оптимизация, която обхожда пространството на решенията чрез генериране на решения по съседство на дадено решение. Ако дадено съседно решение е по-добро от текущото, алгоритъмът продължава работата си с него. По-слабо съседно решение бива предпочетено на вероятностен принцип, в зависимост от разликата между качеството на двете решения и температурен параметър, който подлежи на модификация с напредването на алгоритъма. Избирането на по-слаби решения се прави, за да се избегне изпадане в локален минимум.
- Табу търсене (Tabu search) е подход подобен на симулираното закаляване в това, че и двата алгоритъма обхождат пространството на решенията чрез изпробването на мутациите на дадено отделно решение. Докато симулираното закаляване генерира само едно съседно мутирало решение, табу търсенето генерира множество мутирали решения и приема за нова стойност решението с най-ниска фитнес функция измежду всички генерирани. За да се предотврати зациклянето и да се насърчи по-голямо движение из пространството на решенията, се поддържа табу списък на частичните и пълните решения. Забранено е алгоритъмът да се придвижва към решение, което съдържа елементите на табу списъка, който на свой ред се обновява при обхождането на решението из пространството на решенията.

- Алгоритъм за гравитационно търсене (Gravitational Search Algorithm), a Swarm intelligence method
- Метод за клъстеризация по метода на мравките (Ant colony clustering method).

## Избрани публикации
- M. Dorigo, 1992. Optimization, Learning and Natural Algorithms, PhD thesis, Politecnico di Milano, Italy.
- M. Dorigo, V. Maniezzo & A. Colorni, 1996. „Ant System: Optimization by a Colony of Cooperating Agents“, IEEE Transactions on Systems, Man, and Cybernetics–Part B, 26 (1): 29 – 41.
- M. Dorigo & L. M. Gambardella, 1997. „Ant Colony System: A Cooperative Learning Approach to the Traveling Salesman Problem“. IEEE Transactions on Evolutionary Computation, 1 (1): 53 – 66.
- M. Dorigo, G. Di Caro & L. M. Gambardella, 1999. „Ant Algorithms for Discrete Optimization“. Artificial Life, 5 (2): 137 – 172.
- E. Bonabeau, M. Dorigo et G. Theraulaz, 1999. Swarm Intelligence: From Natural to Artificial Systems, Oxford University Press. ISBN 0-19-513159-2
- M. Dorigo & T. Stützle, 2004. Ant Colony Optimization, MIT Press. ISBN 0-262-04219-3
- M. Dorigo, 2007. Ant Colony Optimization. Scholarpedia.
- C. Blum, 2005 „Ant colony optimization: Introduction and recent trends“. Physics of Life Reviews, 2: 353 – 373
- M. Dorigo, M. Birattari & T. Stützle, 2006 Ant Colony Optimization: Artificial Ants as a Computational Intelligence Technique Архив на оригинала от 2012-02-22 в Wayback Machine.. TR/IRIDIA/2006-023
- Mohd Murtadha Mohamad,”Articulated Robots Motion Planning Using Foraging Ant Strategy”, Journal of Information Technology – Special Issues in Artiﬁcial Intelligence, Vol.20, No. 4 pp. 163 – 181, December 2008, ISSN0128-3790.